# 北道德乡
北道德乡，是中华人民共和国陕西省延安市富县下辖的一个乡镇级行政单位。

## 行政区划
北道德乡下辖以下地区：
道德村、缑家庄村、金村、四合村、永录村、下柳池村、东村、上柳池村、冯家塬村、英桃塬村、纪路村、高池村、雷丰村、雨家村、渭家河村、湫塬村和岳村。